# Thorbjørn Brandt
Thorbjørn Brandt (ur. 5 października 1990 r. w Levanger) – norweski narciarz, specjalista kombinacji norweskiej, złoty medalista mistrzostw świata juniorów.

## Kariera
Po raz pierwszy na arenie międzynarodowej Thorbjørn Brandt pojawił się 9 marca 2007 roku, podczas zawodów Pucharu Kontynentalnego w Stryn. Zajął wtedy 26. miejsce w sprincie. W sezonie 2006/2007 pojawił się jeszcze dwukrotnie, ale wyniku z 9 marca nie poprawił. W klasyfikacji generalnej pozwoliło mu to zająć 80. miejsce.
W lutym 2009 roku wystąpił na Mistrzostwach Świata Juniorów w Štrbskim Plesie, gdzie wspólnie z kolegami z reprezentacji zdobył złoty medal w sztafecie. Na tych samych mistrzostwach indywidualnie zajął 18. miejsce w konkursie rozgrywanym metodą Gundersena. Były to jego jedyne starty na mistrzostwach świata juniorów.
Pod koniec listopada 2009 roku Thorbjoern Brandt uległ bardzo ciężkiemu wypadkowi na skoczni Granasaen w Trondheim. Wówczas 18-letni Norweg przez pewien czas po nieszczęśliwym skoku był nawet podłączony do respiratora i jego bliscy byli przygotowywani przez lekarzy na najgorsze. Zawodnik miał liczne obrażenia głowy i złamania. Po dwóch latach ciężkiej rehabilitacji zawodnik osiągnął poziom sprawności pozwalający mu normalnie funkcjonować. Nie wróci on już jednak nigdy do zawodowego sportu.

## Osiągnięcia

### Mistrzostwa świata juniorów
| Miejsce | Dzień    | Rok  | Miejscowość   | Konkurencja           | Wynik zwycięzcy | Strata      | Zwycięzca         |
| ------- | -------- | ---- | ------------- | --------------------- | --------------- | ----------- | ----------------- |
| 1.      | 7 lutego | 2009 | Štrbské Pleso | Sztafeta HS100/4x5 km | 53:17.3 min     | -           | -                 |
| 18.     | 9 lutego | 2009 | Štrbské Pleso | Gundersen HS100/10 km | 28:31.7 min     | +2:47.0 min | Alessandro Pittin |

### Puchar Kontynentalny

#### Miejsca w klasyfikacji generalnej
- sezon 2006/2007: 80.

#### Miejsca na podium chronologicznie
Jak dotąd Brandt nie stał na podium indywidualnych zawodów Pucharu Kontynentalnego.